# Tors (rzeźba)

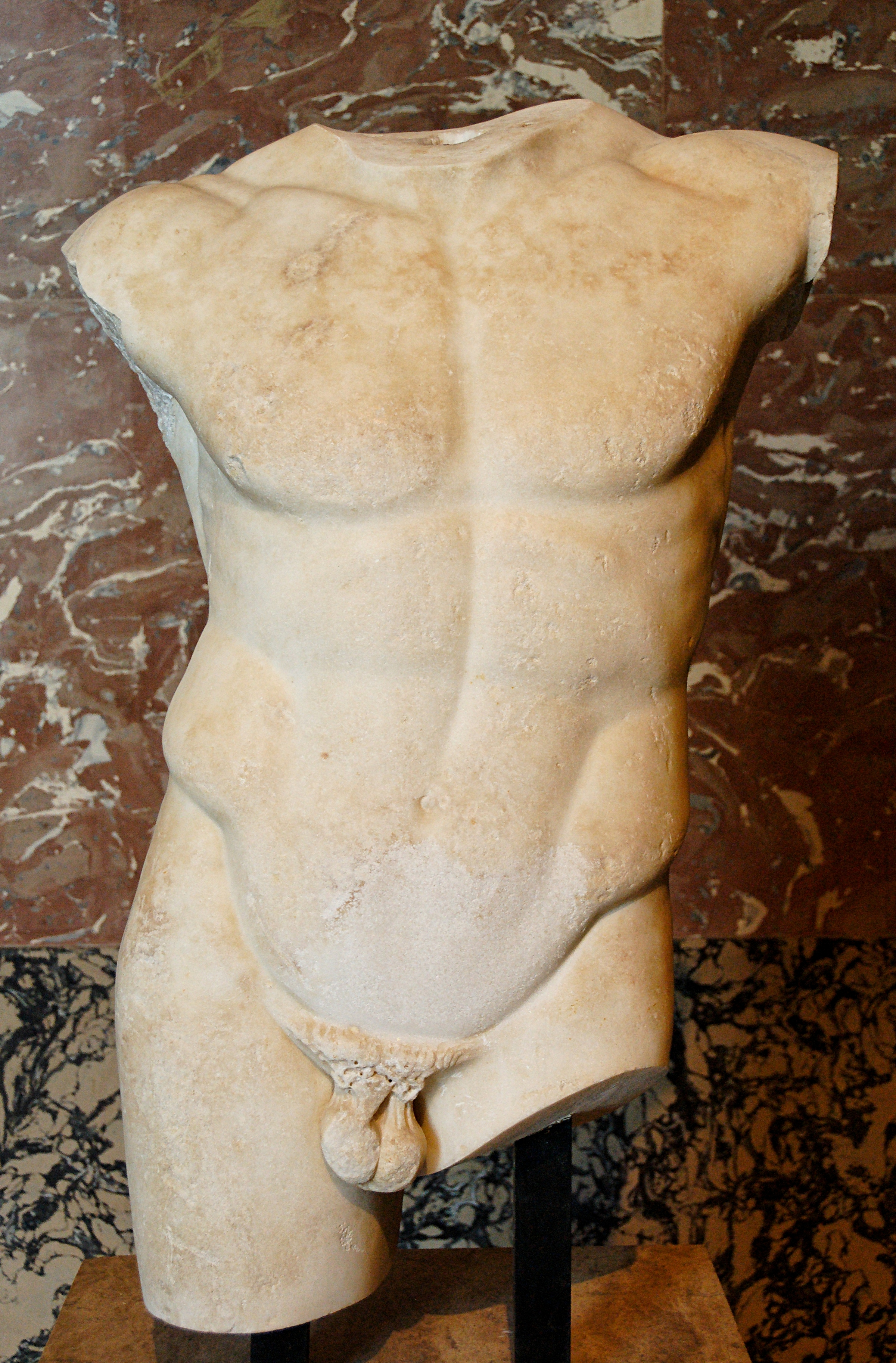
Tors

Tors – rzeźba przedstawiająca tułów człowieka bez rąk, nóg, a czasem również bez głowy.
Termin jest również używany w odniesieniu do starożytnych rzeźb oraz nie wykończonych posągów.